# Pachycara cousinsi
Pachycara cousinsi es una especie de pez de la familia de los Zoarcidae en el orden de los perciformes.

## Morfología
- Los machos pueden llegar a alcanzar los 41 cm de longitud total.
- Número de vértebras: 114.[1]

## Hábitat
Es un pez de mar y de aguas profundas que vive entre 4.268-4.270 m de profundidad

## Distribución geográfica
Se encuentra al sur del Océano Índico. 

## Observaciones
Es inofensivo para los humanos. 